# Pala di San Giuseppe
La Pala di San Giuseppe è un dipinto a olio su tela (495×405 cm) di Giovanni Antonio Cappello, databile al 1719 e conservata nella chiesa di San Giuseppe a Brescia, all'altare maggiore.

## Storia
La pala faceva parte di un monumentale ciclo di sette teleri commissionato in modo unitario al Cappello per ornare il grande presbiterio della chiesa di San Giuseppe. Secondo la descrizione di Giovanni Battista Carboni (1760), alla pala centrale con l'Incoronazione della Vergine tra i santi Giuseppe, Rocco, Francesco e Chiara si affiancavano, da sinistra a destra, il Paradiso spalancato alle anime del purgatorio, il Giudizio Universale, Gesù orante nell'orto, la Flagellazione di Cristo, l'Incoronazione di spine e la Salita al Calvario.
Con la soppressione del monastero da parte della Repubblica Bresciana nel 1797, gran parte del patrimonio pittorico della chiesa viene disperso o distrutto, compresi i sei teleri laterali, mentre rimane al suo posto solo l'Incoronazione centrale come pala dell'altare maggiore.

## Descrizione
La pala raffigura l'incoronazione della Vergine, al centro, da parte dello Spirito Santo in forma di colomba e del Padre Eterno, situati lungo il margine superiore. Alla Madonna, assisa tra le nubi, atteggiano da sinistra a destra san Rocco, san Giuseppe, san Francesco d'Assisi e santa Chiara, attorniati da alcuni angioletti che recano fiori.
Attorno alla Vergine si apre invece un'ampia corona di nubi dove è posata una moltitudine di angeli, mentre dietro i due santi francescani si intravede un gruppo di monaci e suore cantori, anch'essi rivolti verso Maria.

## Stile
Andrea Dorosini (1961) propone la datazione al 1719, accettata da tutta la critica successiva: nella pala è leggibile un pennello ormai maturo, che ha assimilato e fatto propri gli elementi di un classicismo un poco ridondante, appresi durante il lungo viaggio formativo giovanile a Bologna e Roma. Nel dipinto, le forme più arrotondate e piene si accompagnano a colori poco brillanti, caratterizzati da un tono grigio-giallastro dominante.
La pala si impone come un importante capitolo nella storia della pittura bresciana poiché, secondo Renata Stradiotti (1981), "mai cieli si spalancarono su una tale miriade di angioletti e cherubini, una tale macchina divina incombe quasi a sopraffare la terra e a rendere più minuscole e sproporzionate le schiere di fraticelli e monachelle al seguito dei due fondatori dei rispettivi ordini".
I santi in primo piano, fissati in atteggiamenti oranti e quasi pietistici, appaiono a loro volta "immaginette devozionali" ritagliate su fondo scuro e posizionate come corona all'apparizione divina, a una Madonna scarsamente espressiva nel classico atteggiamento di vittoria sul male.
Sono riscontrabili notevoli affinità con uno degli affreschi del chiostro minore del monastero, decorato sempre dal Cappello sei anni prima, raffigurante la Madonna tra gli angeli: ciò dimostra come il pittore, almeno nelle opere d'alta committenza, non finisca mai per discostarsi dagli schemi assunti durante il soggiorno in Italia centrale.